# Neferu II
Neferu II – żona i siostra Mentuhotepa II z XI dynastii. Ojcem Neferu II był poprzednik Mentuhotepa II – Intef III, a matką Neferukauit. Grób Neferu II znajdował się na północny wschód od kompleksu świątynnego jej męża – Mentuhotepa II w Deir el-Bahari.